# Voere LBW

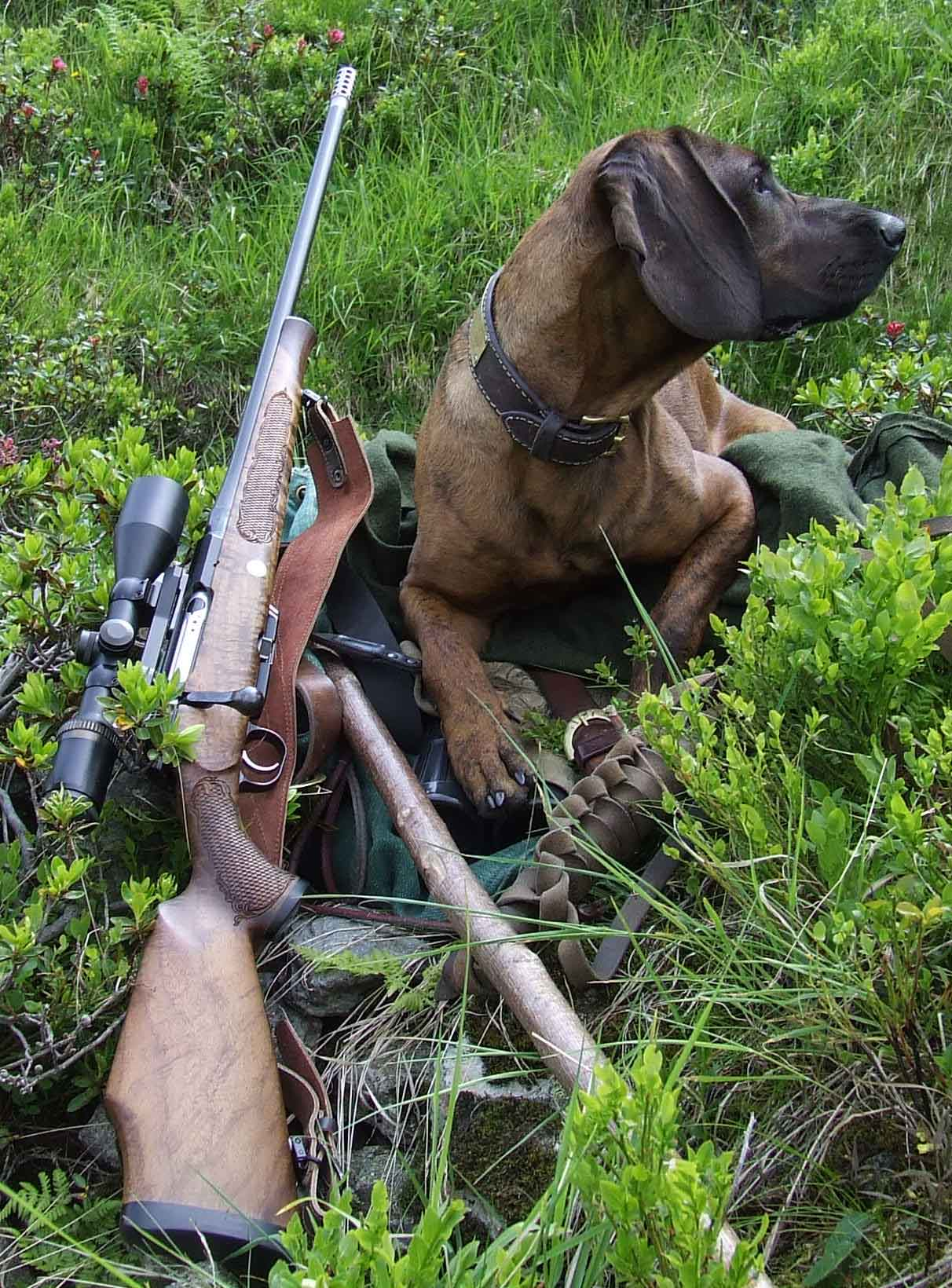
HS Eibe mit Voere LBW-L Carbon

Voere LBW bezeichnet eine Repetierbüchsenmodellreihe von Jagdwaffen und später auch Präzisionswaffen, die von Alfons Ruhland entwickelt wurde und in großer Stückzahl sowie zahlreichen Kalibervarianten von der Voere Präzisionstechnik in Kufstein produziert wird.
Das Verschlusssystem dieser Waffe mit Lauf- und Kaliberwechsel ist ein Repetierer mit einem Öffnungswinkel von nur 60° und flach anliegendem Kammerstängel. Das eigens entwickelte  Sicherheitsspannschloss im Kugelschreiberprinzip macht die LBW zu einer besonders sicheren Waffe in Bezug auf die Handhabung und Unfallgefahr.
Zur IWA 2003 wurden die Jagdwaffen LBW-S (Standard) und LBW-L (Luxus) erstmals vorgestellt. Im Jahr 2006 folgte die LBW-D als sogenanntes Take Down Modell. Die LBW-D ermöglicht den Austausch des Laufs mittels Inbusschlüssel und einen Wechsel der Kalibergruppe durch werkzeugfreien Austausch des Verschlusskopfes. 2010 wurde die bis dahin rein jagdliche Modelllinie durch die LBW-M, eine Präzisionswaffe, ergänzt. 2011 kamen die LBW-ST, ein Stutzen auf LBW-L Basis, eine LBW-V Varmint und eine LBW-J Match, die den Wettkampfbestimmungen für Jagdliches Leistungsschießen entspricht, hinzu.
Die Kaliberpalette erstreckt sich von Mini (.222 Rem) über Medium und Magnum bis hin zu Ultra Magnum (.338 L.M.).